# Zona da Leopoldina

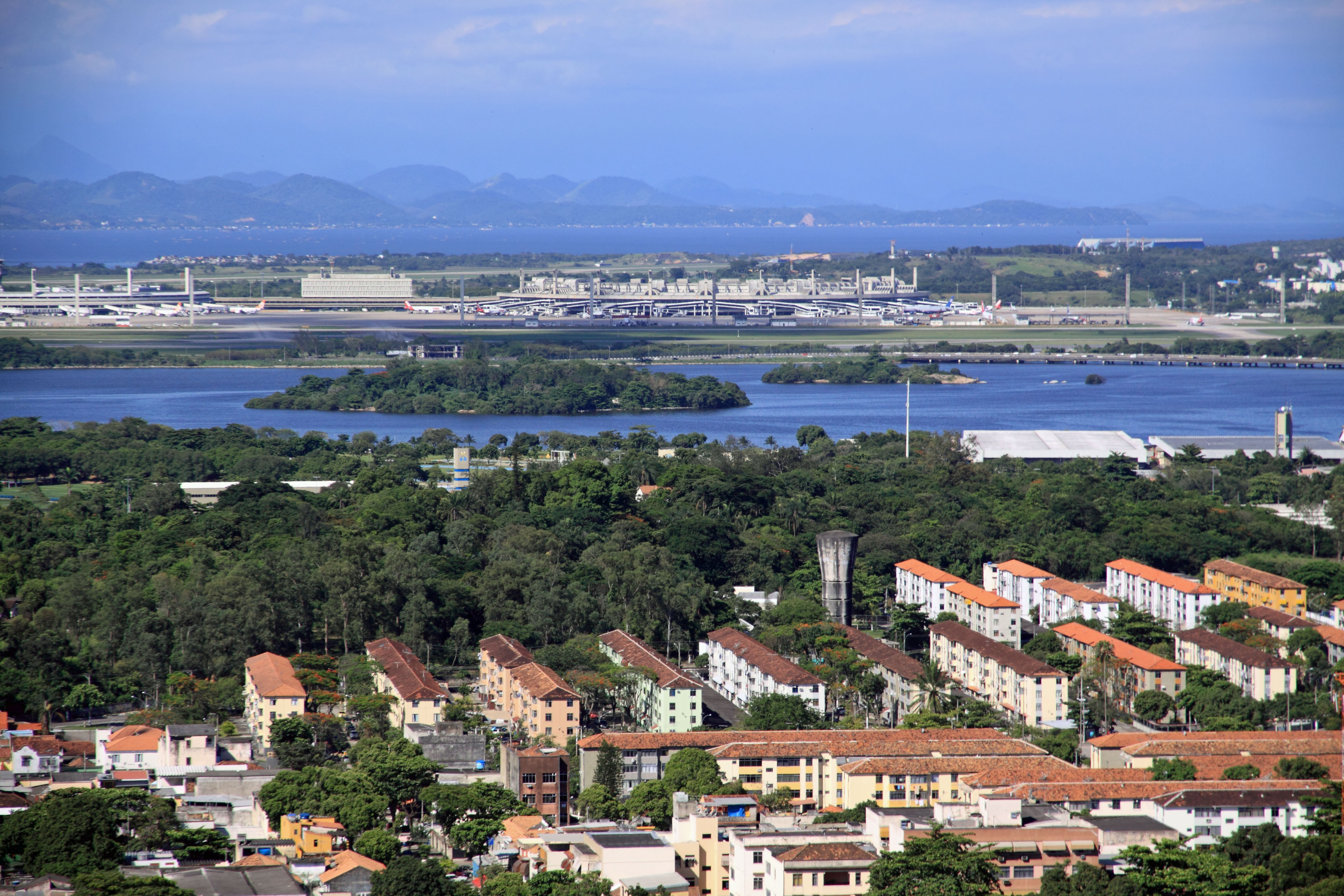
Aeroporto Internacional do Galeão visto da Igreja da Penha

Zona da Leopoldina é uma região histórica da Zona Norte do Rio de Janeiro. Foi a primeira parte dessa região da cidade a ser loteada ordenadamente em meados de 1850 e também a primeira área a ganhar iluminação elétrica nos anos 10.
Usualmente, a região inclui os bairros de Triagem, Manguinhos, Bonsucesso, Ramos, Olaria, Penha, Penha Circular, Vila da Penha, Vila Kosmos, Brás de Pina, Cordovil, Parada de Lucas e Vigário Geral e Jardim América.  

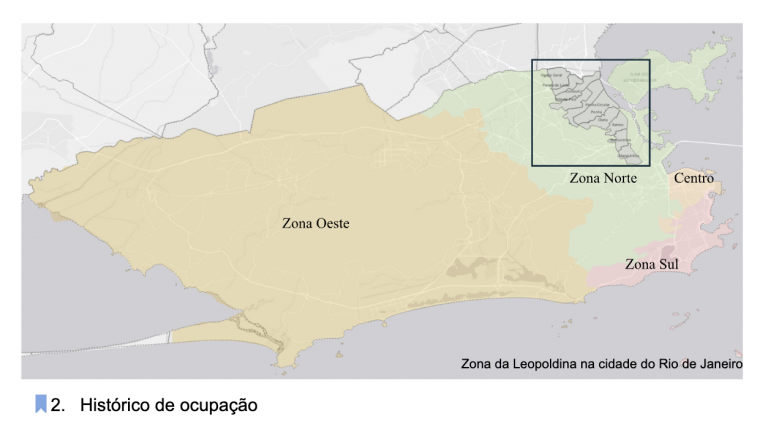
Mapa da Cidade do Rio de Janeiro e Zona da Leopoldina

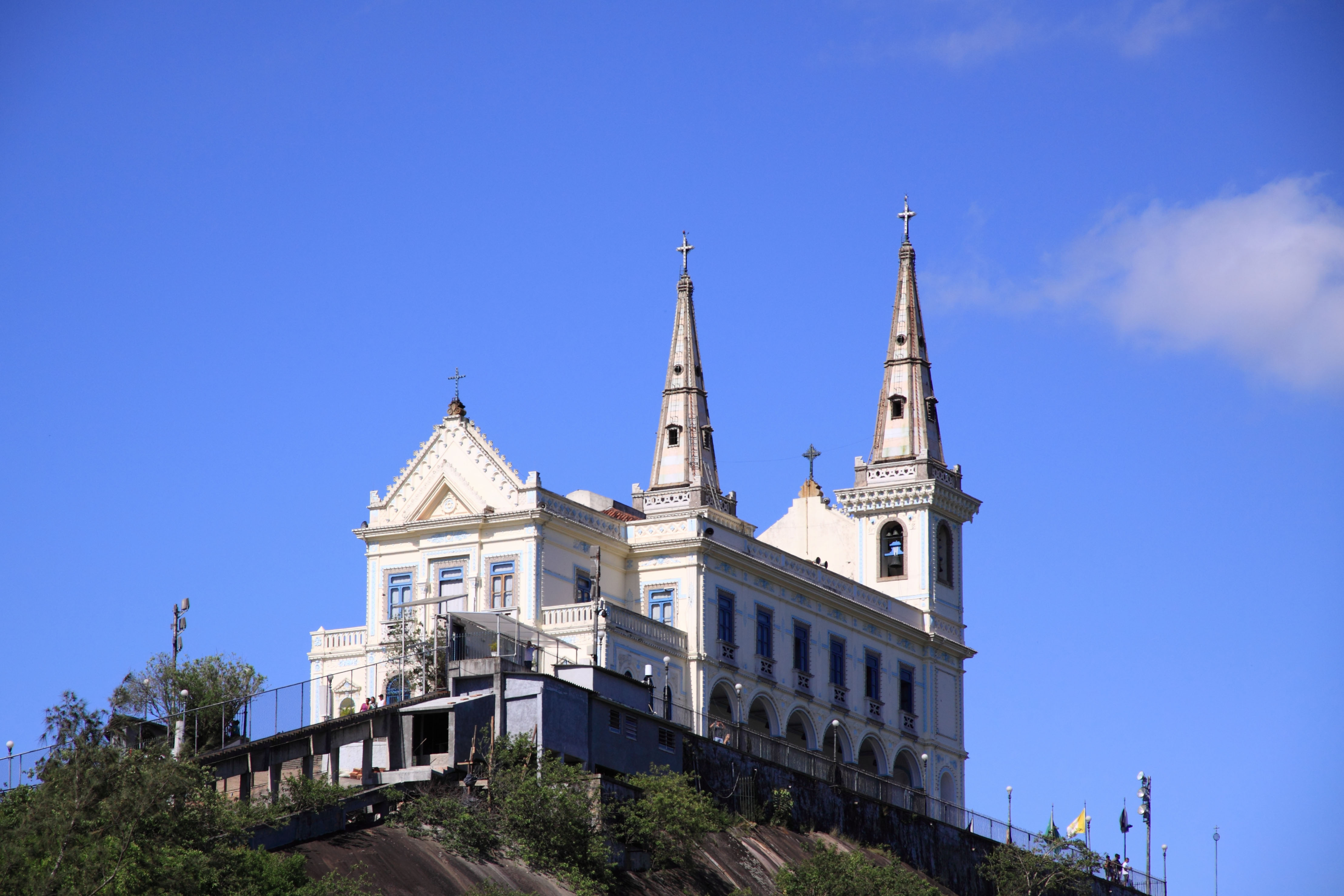
Igreja da Penha, símbolo máximo da Zona da Leopoldina

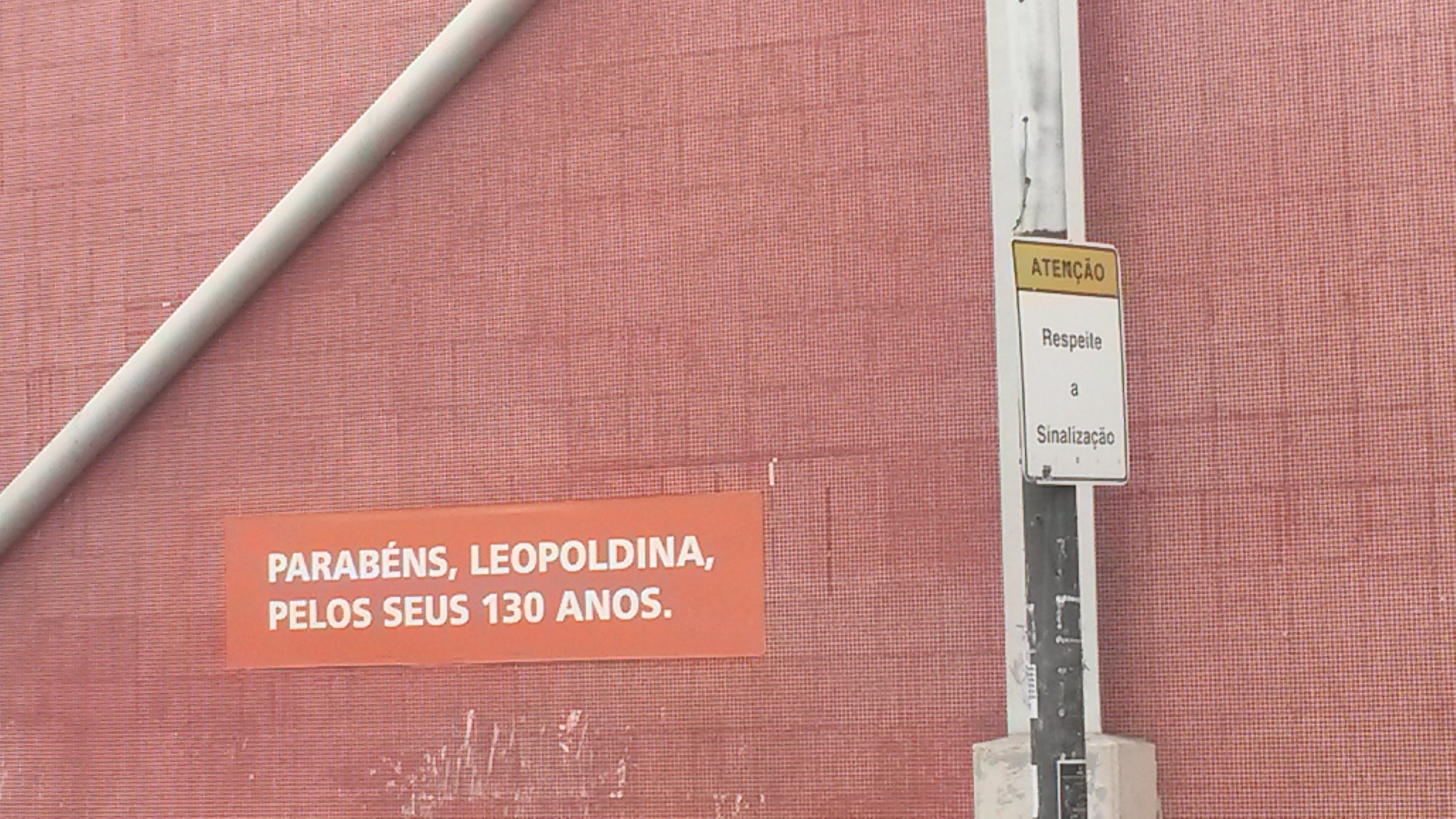
Placa de comemoração de 130 anos da Zona da Leopoldina, afixada em Outubro de 2016 na Estação de Trens de Bonsucesso.

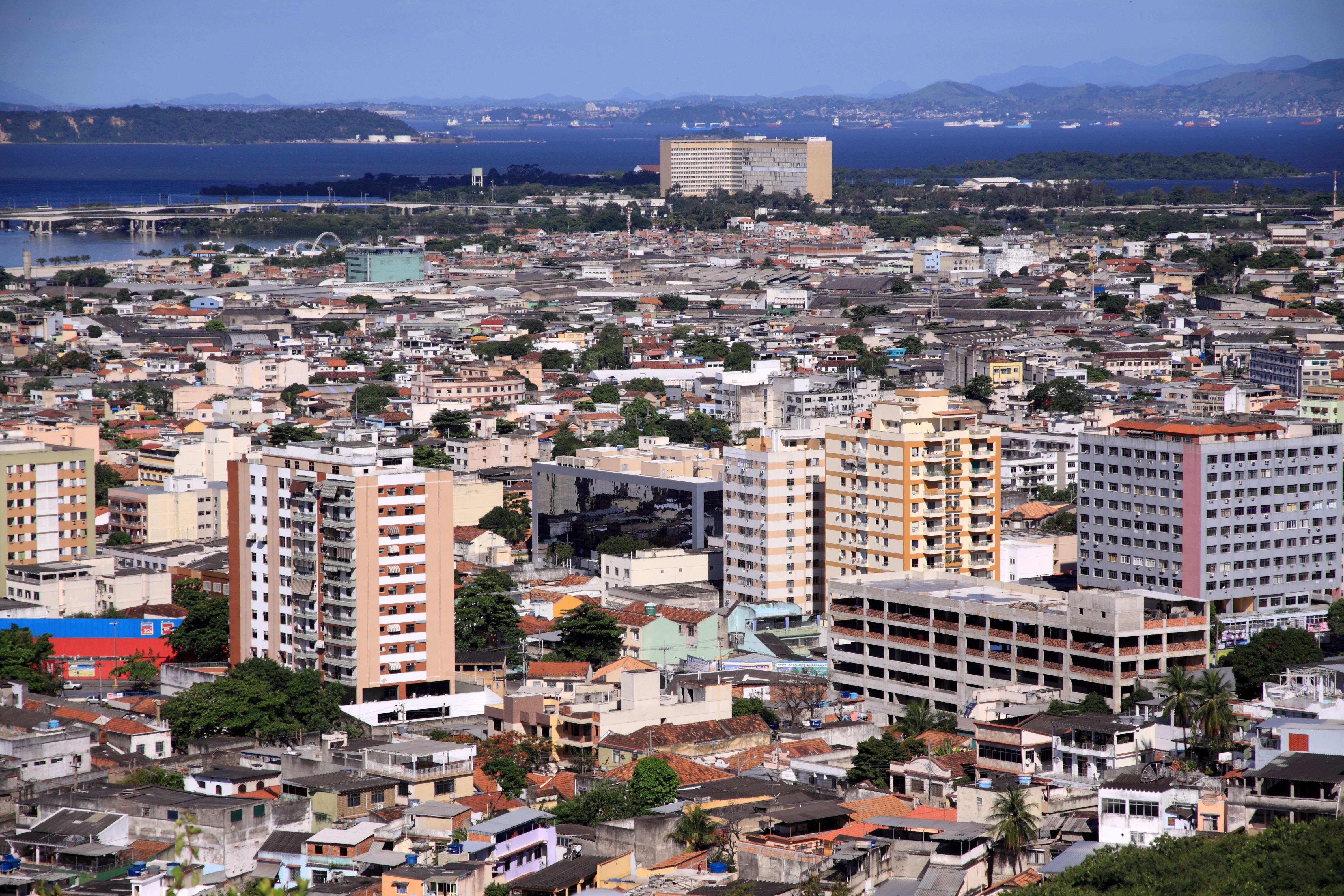
Olaria.

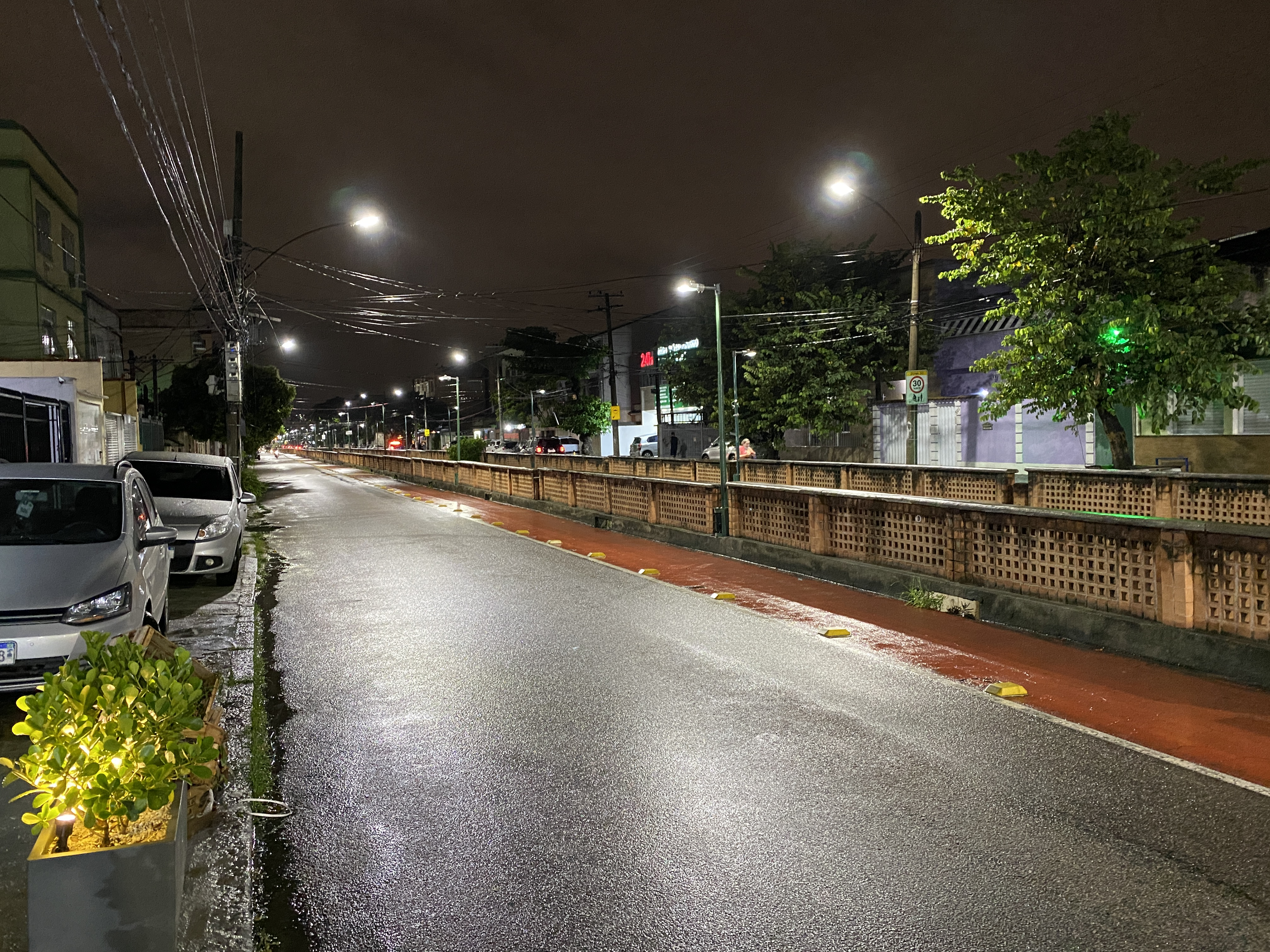
Vila da Penha.

Polo de Vista Alegre na Avenida Brás de Pina.

Fiocruz Manguinhos

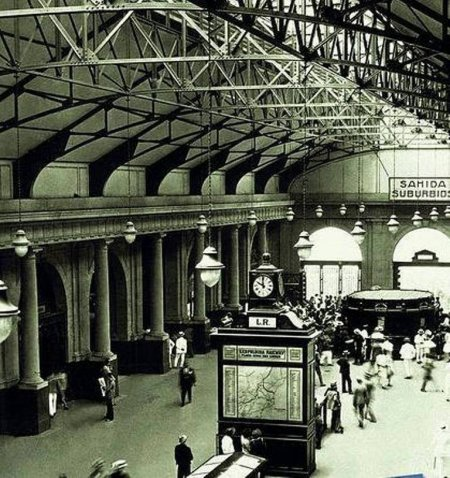
A Estação Barão de Mauá, mais conhecida como Leopoldina é um terminal ferroviário, inaugurado em 6 de novembro de 1926 no Rio de Janeiro.

## Histórico de Ocupação

Baía de Guanabara e Avenida Brasil.

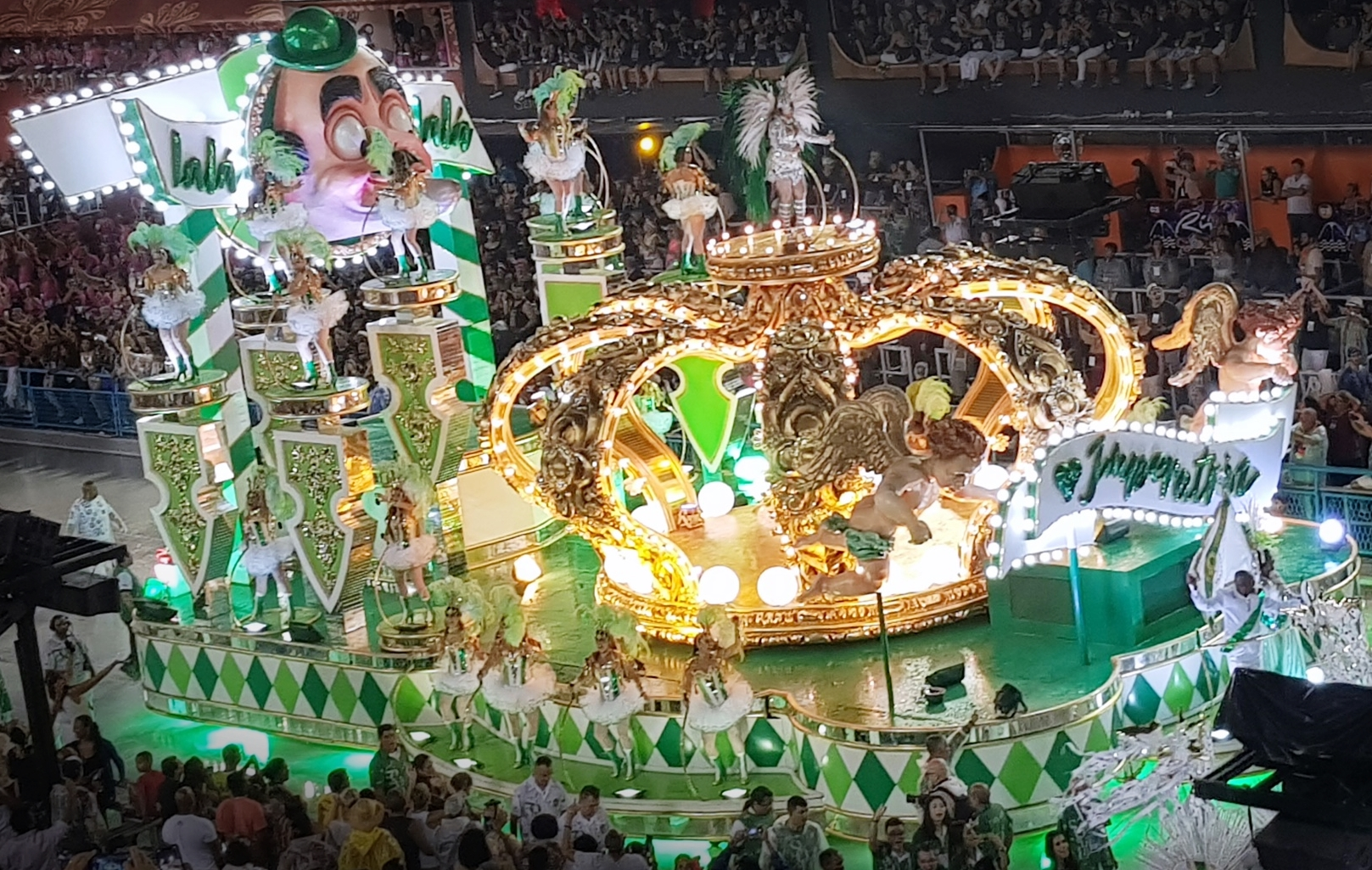
GRES Imperatriz Leopoldinense, nove vezes Campeã do Grupo Especial do Carnaval do Rio de Janeiro.

É a região mais antiga da Zona Norte carioca. Outros bairros tradicionais da Zona Norte, como Maracanã, Vila Isabel e Tijuca só começariam o mesmo processo a partir de 1875 enquanto Riachuelo, Méier, Engenho Novo e Marechal Hermes, a partir de 1901. 

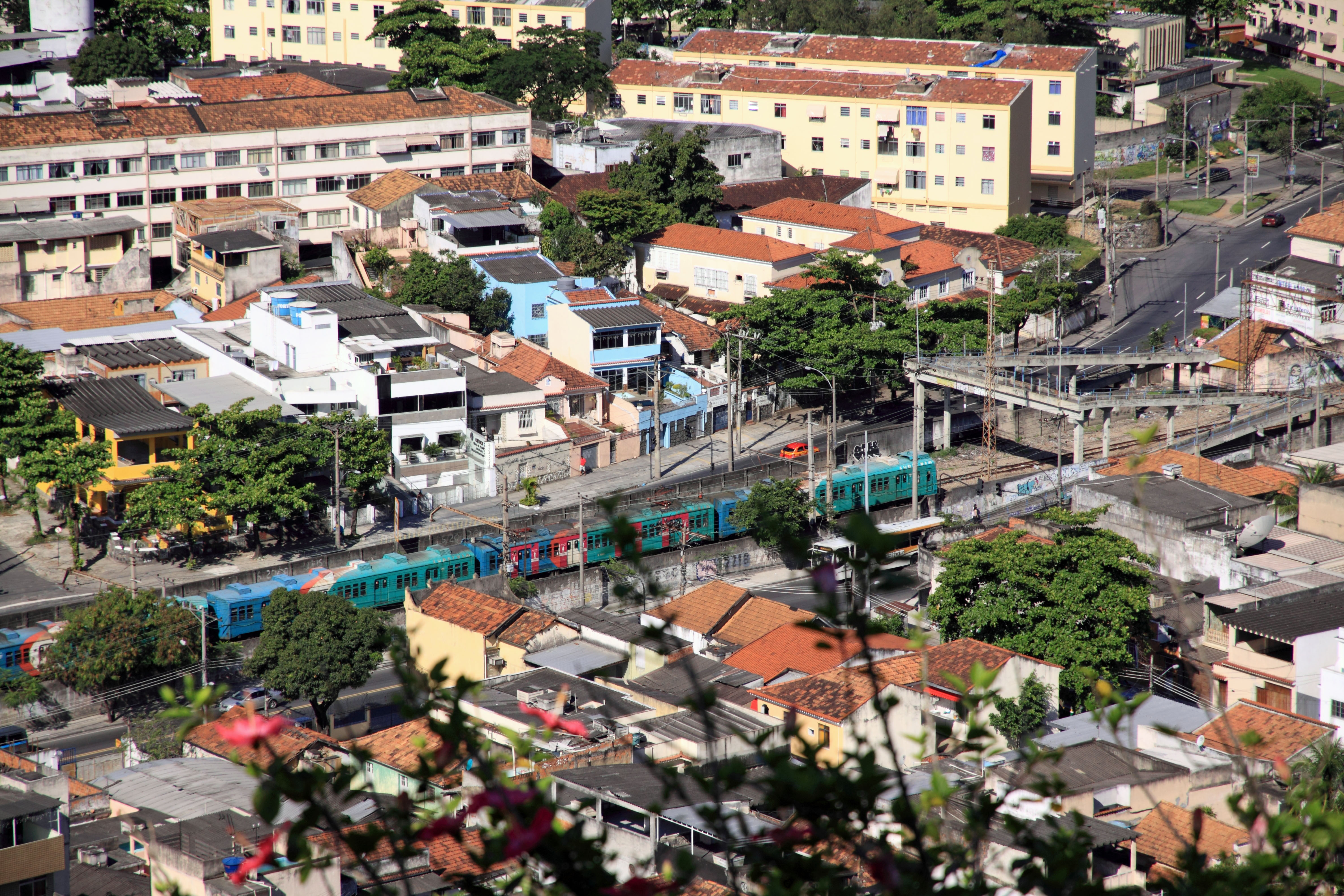
Ramal Ferroviário Gramacho / Saracuruna, atualmente substitui da Estrada de Ferro Leopoldina que corta maioria dos bairros da Zona da Leopoldina.

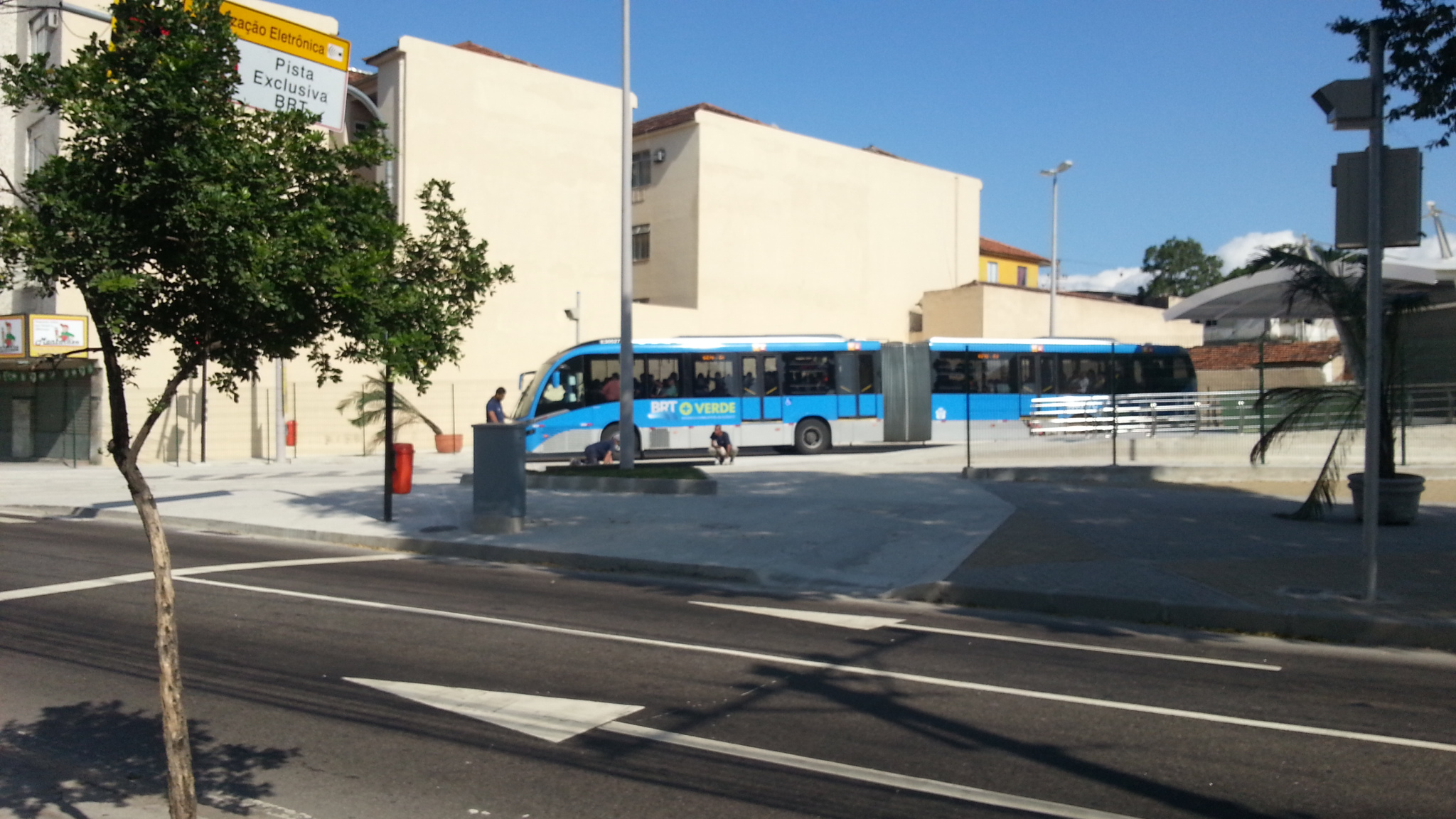
Estação BRT Cardoso de Moraes em Ramos.

Construída no ainda no império, a ferrovia foi nomeada em homenagem a Maria Leopoldina, primeira imperatriz do Brasil. Próxima ao Centro do Rio e margeada pela baía de Guanabara, a região permaneceu até a década de 1960 como um próspero reduto de classe média e média alta, ainda que de fato nunca tenham sido bairros nobres tal como Flamengo, Rio Comprido e Glória eram nas décadas de 1930, 1940 e 1950. A partir de 1961, a mudança de Distrito Federal ocasionou um declínio socioeconômico na gestão da cidade e a consequentemente, uma vertiginosa expansão urbana na região, especialmente nas favelas ,criando o que hoje compõem os complexos da Maré, Vigário Geral e Morro do Alemão. Isto deteriorou a heterogeneidade desses bairros, ocasionando a mudança das famílias mais abastadas. Assim reforçou-se a denominação de Subúrbio da Zona Norte, diferenciando a região das grandes favelas que surgiram e reduziu os diversos aspectos culturais e sociológicos da região. Esse fenômeno é também o estopim do rápido crescimento urbano e econômico que a Baixada de Jacarepaguá começou a vivenciar a partir da década de 1970 e também da supervalorização imobiliária da Grande Tijuca.
Correspondente a X e XI Regiões Administrativas do Rio de Janeiro, possui ainda o Fórum Regional da Leopoldina no bairro de Olaria. A região comemora seu aniversário na semana do dia 23 de outubro, a Semana de Ramos. 

## Cultura
A história da cultura cinematográfica da região se confunde com a do Rio, rivalizando com outros espaços da cidade que também tiveram uma forte presença de salas de cinema em suas dinâmicas socioculturais e na paisagem construída dos bairros, tal como a Cinelândia, no Centro do Rio, e a Tijuca. Fizeram parte desta enorme história:
- Cine Oriente: Inaugurado em setembro de 1920, foi um dos primeiros cinemas da região.[5] Também funcionava como teatro e eventos musicais a partir de 1923.[6] No Início dos anos 1960 o Cine Oriente encerrou suas atividades, poucos anos após a morte de seu dono D. V. Caruso.[7]
- Cine Rosário: Inaugurado em 1938 com 1442 lugares. Mudou o nome em 1981 para Cine Ramos, reduzindo o número de lugares para 701. Em 1992 teve as atividades encerradas como cinema, passando a ter uso como boate (Trigonometria), Bingo e depois foi tombado pelo município do Rio em 1997.Aeroporto do Galeão visto da Igreja da Penha.jpg
- Cinema Santa Helena: inaugurado em 1942 com 1327 assentos e em 1974, mudou de nome para Cinema Olaria, fechado em 1997.
- Cinema São Geraldo: Inaugurado em 1949 com 328 lugares, fechado em 1991.
- Cinema Aleluia: inaugurado em 1943 e fechado em 1946, sem registro do número de lugares.
- Cinema São Pedro: Inaugurado em 1949 com 2531 lugares, reduzido para 2150 lugares em 1969 e fechado em 1974.
- Cinema Bim-Bam-Bum: Inaugurado em 1947, com 500 lugares e fechado em 1954.
- Cineminha São Joaquim: Inaugurado entre 1948 e 1950, sem registro do número de lugares e ano de fechamento.
- Cine Boy: Inaugurado em 1953, sem registro do número de lugares e ano de fechamento.
- Cine Nice Inaugurado em 1953, sem registro do número de lugares e ano de fechamento.
- Cinema Carmoly: Inaugurado em 1952, com 276 lugares, fechado em 1978
- Cinema Mauá:  Inaugurado em 1952 com uma inovação na região, o ar refrigerado. Fechado em 1974
- Cinema Bonsucesso: Inaugurado em 1952, sem registro do número de lugares e ano de fechamento.
- Cinema Leopoldina: Inaugurado em 1954 com 1901 lugares, fechado em 1975.
- Cine Mello Penha: Inaugurado em 1956 com 1544 lugares, fechado em 1972
- Cinema Mello Bonsucesso: Inaugurado em 1960, fechado em 1972, sem registro do número de lugares.

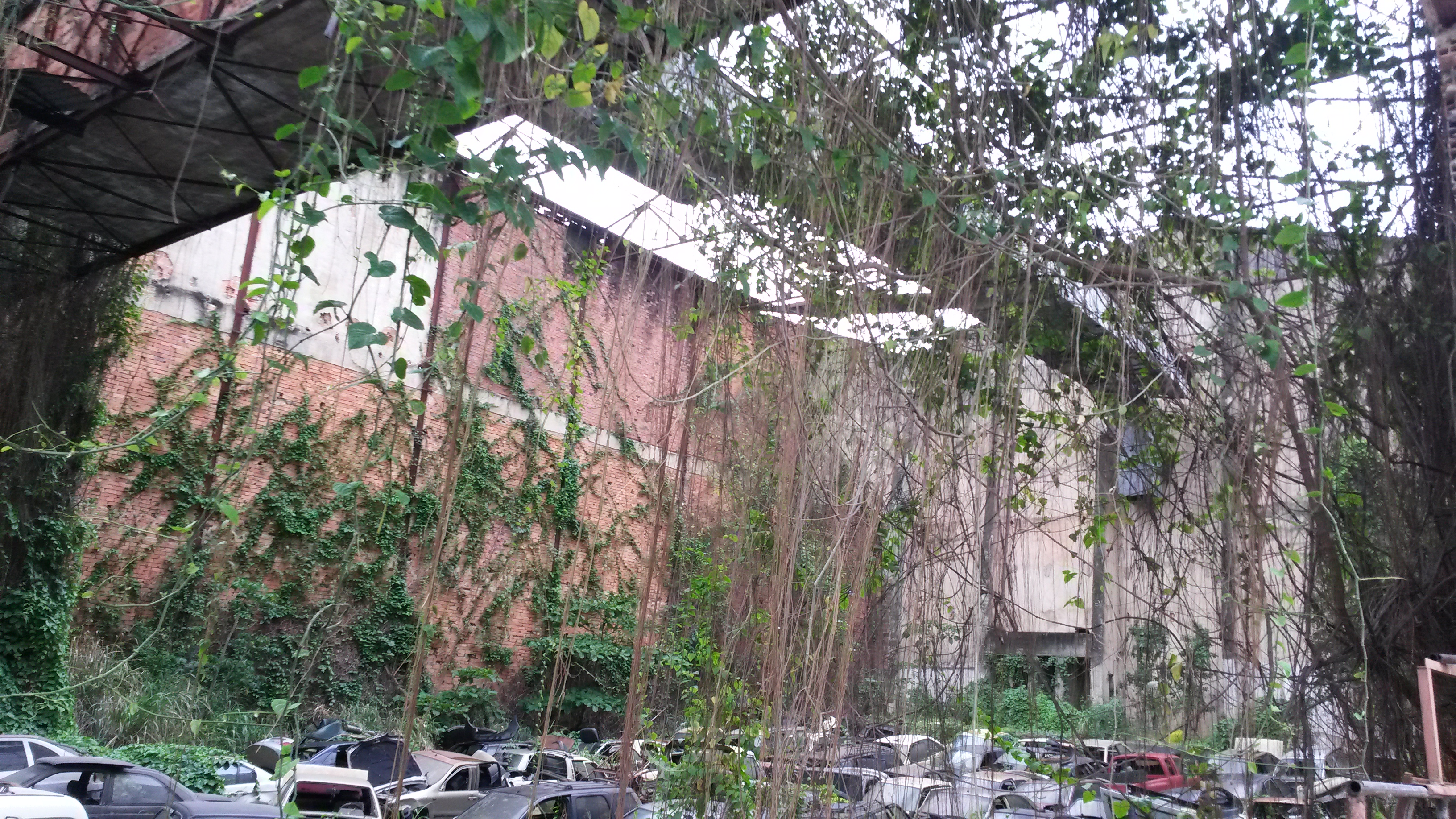
Estrutura abandonada do Cine Rio Palace, em Ramos

- Estrutura abandonada do Cine Rio Palace, em RamosCine Rio Palace: Inaugurado em 1962 com 3000 lugares, foi o primeiro do Rio de Janeiro a juntar atividades comerciais ao lazer do cinema. Com uma galeria de lojas junto de suas portas, antecipava em décadas o conceito de Galerias Comerciais com atrativos culturais e os Shoppings Centers. Foi avaliado como um dos cinemas com a maior tela de projeção do Brasil.[8]
- Cinema Aymore: Inaugurado em 1967 e fechado em 1968
- Top Cine Leopoldina, inaugurado em 1992 junto com um dos primeiros Shoppings Centers da região na Penha (Shopping Leopoldina), com 3 salas de exibição, fechadas em 2005.

Também fazem parte da cultura Leopoldinense, tradicionais nomes vinculados ao Samba:
- Cacique de Ramos: Inaugurado em 1961 por um grupo de carnavalescos da região, se notabilizou pelas rodas de samba realizadas em sua quadra, onde ajudou e segue revelando ao Brasil grandes talentos do samba residentes da Leopoldina[9]
- Imperatriz Leopoldinense, Paraíso do Tuiuti, Unidos de Lucas, Acadêmicos de Vigário Geral, Independentes de Olaria, Siri de Ramos, Gato de Bonsucesso, Unidos de Manguinhos.

## Bairros[10]
Zona da Leopoldina:
- Triagem
- Manguinhos
- Bonsucesso
- Ramos
- Olaria
- Penha
- Penha Circular
- Brás de Pina
- Vila da Penha
- Vila Kosmos
- Cordovil
- Parada de Lucas
- Vigário Geral
- Jardim América

Desmembramentos (bairros criados com área dos bairros originais da Leopoldina):
- Complexo da Maré (Originalmente parte de Bonsucesso e de Ramos)
- Complexo do Alemão (Originalmente parte de Ramos e de Inhaúma)

## Principais Logradouros
- Avenida dos Democráticos
- Avenida Brás de Pina
- Avenida Brasil
- Rodovia Washington Luís
- Avenida Vicente de Carvalho
- Avenida Paris
- Estrada do Itararé
- Estrada do Quitungo
- Linha Amarela
- Praça das Nações
- Praça do Carmo
- Largo do Bicão
- Largo da Penha
- Largo das 5 Bocas
- Rua Uranos
- Rua Leopoldo Bulhões
- Rua Cardoso de Moraes
- Rua Leopoldina Rêgo
- Rua Nicarágua
- Avenida Lobo Junior
- Rua Bento Cardoso
- Rua Itabira
- Rua Bulhões Marcial
- Rua Cordovil
- Estrada de Vigário Geral
- Rua Ibiapina
- Rua Guaporé
- Rua Conde de Agrolongo
- Rua Montevideo
- Avenida Meriti
- Avenida Itaóca
- Avenida Teixeira de Castro
- Rua Barreiros
- Rua Bariri
- Rua Quito
- Rua Irapuá
- Largo do Itararé
- Praça Panamericana
- Estrada do Porto Velho
- Avenida Arapogi